# SIG 550
Das SG 550 oder SIG 550, als militärische Version auch Sturmgewehr 1990, abgekürzt Stgw 90, ist ein leichtes Sturmgewehr im Kaliber 5,56x45mm NATO auch GP90, das von der Schweizerischen Industrie-Gesellschaft entwickelt und hergestellt wurde. Es ist die Ordonnanzwaffe der Schweizer Armee. Bis heute wurden etwa 450'000 Sturmgewehre 90 an die Schweizer Armee geliefert. Die französische Bezeichnung der Waffe lautet fusil d’assaut 1990, die italienische fucile d’assalto 1990, abgekürzt wird sie in beiden Sprachen als F ass 90 bezeichnet. Die rätoromanische Bezeichnung lautet schluppet d’assagl 1990 (Sch ass 90). Die Zivilversion SG 550 PE erfreut sich auch bei Sportschützen grosser Beliebtheit und wurde allein in der Schweiz über 33'000 Mal verkauft.

## Geschichte
Anfang der 1980er Jahre suchte die Schweizer Armee einen Ersatz für das Sturmgewehr 57. Um die Unabhängigkeit vom Ausland zu garantieren, kamen nur inländische Firmen zur Herstellung des neuen Gewehres in Frage.
Nach verschiedenen Vormodellen (SIG 540 und Modellvarianten dieser) wurden im Auftrag der damaligen GRD (Gruppe für Rüstungsdienst) zeitgleich je eine Prototypserie des SIG 550 und dem Modell C 42 der eidg. Waffenfabrik Bern (W+F) vom Kaliber 6,45 mm und 5,56 × 45 mm NATO hergestellt sowie auch die Entwicklung der beiden Kaliber in den Munitionsfabriken Thun und Wimmis vorangetrieben. Schliesslich wurde das SIG 550 im Kaliber 5,56 mm zum Sieger erkoren und ab 1981 im Truppenversuch getestet. Nach zahlreichen Härtetests konnte es 1983 offiziell als „tauglich für den Truppendienst“ mit der Bezeichnung Sturmgewehr 90 (Stgw 90) eingeführt werden und ersetzte nach und nach den Vorgänger. Das Gewehr wird heute von der SAN Swiss Arms AG, Nachfolgerin der SIG Arms AG, hergestellt. Die Bezeichnung SIG 550 änderte sich mit dem Wechsel auf SG 550.

## Eigenschaften

### Präzision
Im Gegensatz zu den meisten Sturmgewehren arbeitet das SG 550 nicht mit einem Direkt-, sondern mit einem Druckpunktabzug, welcher das Präzisionsschiessen begünstigt. Durch die geringen Fertigungstoleranzen, den geschmiedeten, kaltgehämmerten und gehärteten Lauf sowie die Gw-Pat-90-Munition zählt das SG 550 zu den präzisesten Sturmgewehren weltweit. Der schwere Lauf ist auch für das für ein Sturmgewehr relativ hohe Gewicht verantwortlich. Um das Gesamtgewicht im Rahmen zu halten, wurde bei vielen Teilen Kunststoff verwendet. Vor der Auslieferung werden alle Waffen vom Hersteller auf ihre Präzision getestet. Die Streukreise mit normaler Schweizer Armeemunition (Gw Pat 90) dürfen dabei auf 300 m Distanz in einer 10er-Serie einen Durchmesser von 11 cm (entspricht 1,26 MOA) nicht überschreiten, ansonsten muss das Gewehr nachbearbeitet werden. Entsprechend vermag prinzipiell jedes Sturmgewehr der Schweizer Armee diese Vorgabe zu erfüllen.

### Führigkeit
Generell sind die Modelle der SG-550-Linie sehr führig, nicht frontlastig und gut greifbar. Grosse Hände haben jedoch zu wenig Platz auf dem Pistolengriff, durch das abgerundete Ende ist dies aber ein geringes Problem. Bei beengten Platzverhältnissen wie im Häuserkampf kann der Kolben eingeklappt werden, ohne dass sich dadurch Einschränkungen bei der Funktion ergeben.

### Kontrollierbarkeit
Feuerstösse lassen sich bei allen Modellen der SG-550-Linie relativ gut kontrollieren; das Gewehr hat lediglich einen geringen, gut kontrollierbaren Hochschlag, sogar beim sehr kurzen, leichteren SG553.

## Handhabung

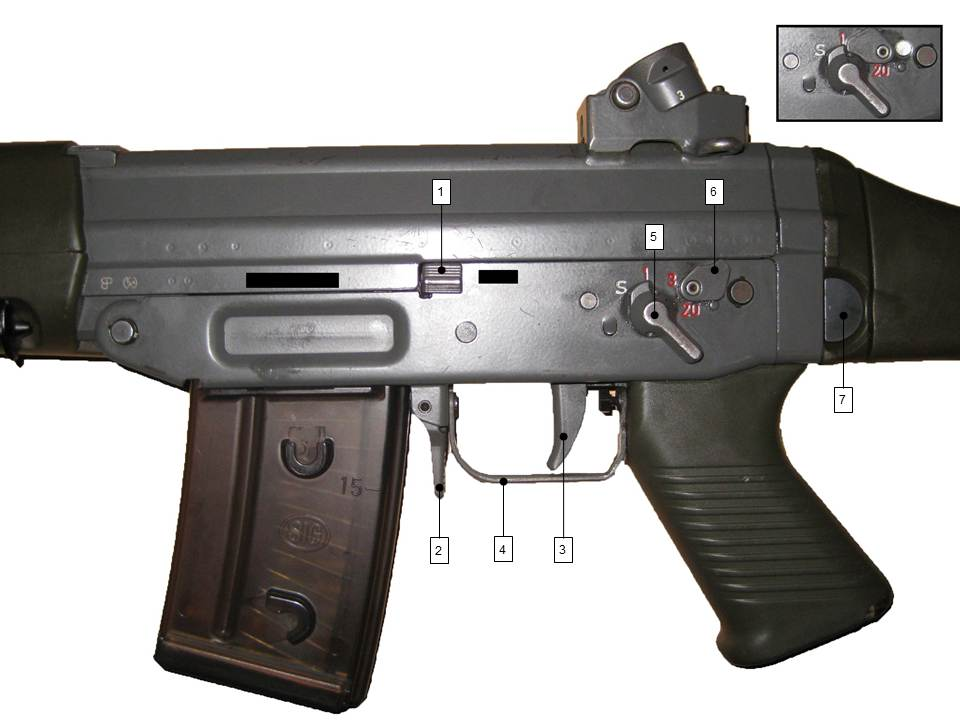
SG 550 1: Verschlussfanghebel 2: Magazinauswurfhebel 3: Abzug 4: Abzugsbügel 5: Sicherung 6: Serienfeuersperre 7: Schulterstützenarretierung

### Sicherung
Das SG 550 hat eine von beiden Seiten bedienbare Sicherung, welche auch als Feuerwahlhebel dient. Die SG-550-Linie verfügt neben Einzel- und Dauerfeuer noch über eine Feuerstosseinstellung, welche beim Betätigen des Abzuges drei Schuss abfeuert. Die Stellungen sind als 1, 3 und 20 markiert. Der Feuerwahlhebel kann durch eine Seriefeuersperre daran gehindert werden, die Stellungen 3 und 20 zu erreichen, wonach nur noch die Stellungen Einzelfeuer und Sicher verwendet werden können. Zur Aktivierung/Deaktivierung der Seriefeuersperre muss das Abzugsgehäuse von der Laufbaugruppe separiert werden. Bei aktivierter Seriefeuersperre ist auf der linken Seite der Waffe ein weisser Punkt zu sehen.

### Abzug
Der Abzug ist ein Druckpunktabzug, welcher bei etwa 35 N bricht. Der Abzugsbügel kann um 90° nach rechts oder links gedreht werden, um ungehinderten Zugang zum Abzug zu erlangen. Dies, weil der Abzugsbügel nicht genug Freiraum lässt, um mit dicken Handschuhen den Abzug zu betätigen.

### Verschlussfang
Bei leergeschossenem Magazin wird der Verschluss durch den Verschlussfang in geöffneter Position festgehalten. Dieser wird von der Magazinfeder nach oben gedrückt. Bewegt sich der Verschluss nach hinten und über den Verschlussfang, wird dessen Vorwärtsbewegung unterbunden. Nun kann das Magazin gewechselt werden, wobei der Verschlussfang nun durch den Verschluss gehalten wird, welcher durch die Verschlussfeder nach vorne gedrückt wird. Die Kraft der eingebauten Feder im Verschlussfang reicht nicht aus, um die Reibung zwischen Verschlussfang und Verschluss zu überwinden. Durch das Betätigen des Verschlussfanghebels auf der linken Seite der Waffe wird der Verschlussfang nach unten gedrückt und gibt den Verschluss frei. Alternativ kann der Verschluss mit dem Ladehebel nach hinten gedrückt werden, womit dieser nicht mehr den Verschlussfang hält und damit auch den Verschluss freigibt, insofern der Verschlussfang nicht durch ein leeres Magazin nach oben gedrückt wird. Der Verschlussfanghebel kann bei Rechtsschützen (Waffe rechts geschultert, rechte Hand am Pistolengriff) mit der linken Hand betätigt werden, mit welcher auch das Magazin gewechselt wird. Linksschützen können den Verschlussfanghebel mit dem Abzugsfinger erreichen, da mit der rechten Hand das Magazin gewechselt wird und sich der Verschlussfanghebel auf der linken Seite befindet.

### Magazinauswurf
Der Magazinauswurfhebel ist in der Gewehrmitte vor dem Abzugsbügel angebracht. Dadurch kann das Magazin mit der Hand umfasst und gleichzeitig der Magazinauswurfhebel betätigt werden. Alternativ kann man den Magazinauswurfhebel auch mit dem Abzugsfinger erreichen.

## Technik

### Funktion

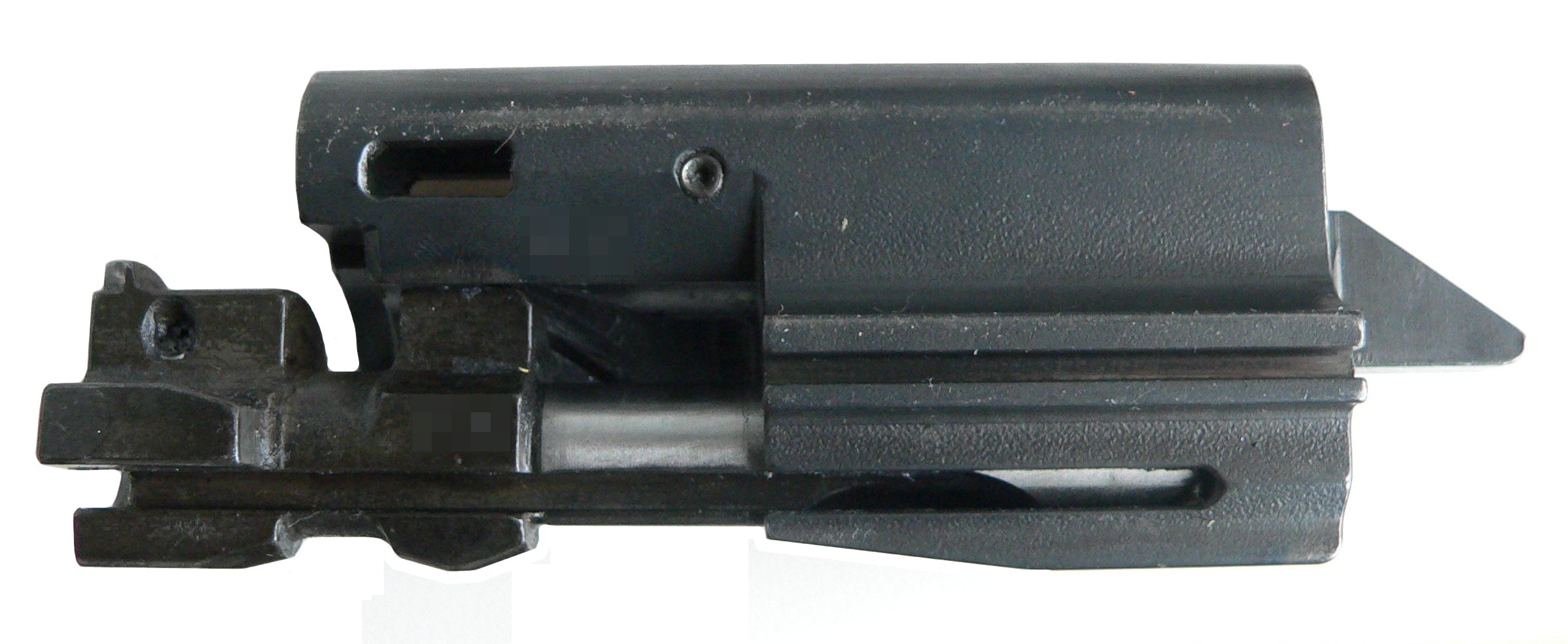
Verschluss mit Verschlussträger und Drehkopfverschluss, welcher sich in entriegelter Stellung befindet, dahinter ist die Zwangskurve zu sehen

Das SG 550 ist ein indirekter Gasdrucklader, was bedeutet, dass der Gasdruck über Kolben und Kolbenstange und nicht direkt auf den Verschluss wirkt wie beim amerikanischen M16. In der Technik des Nachladens und im Aufbau von Verschluss und Verschlussträger besteht eine grosse Übereinstimmung mit einer AKM. Dabei wird der für das automatische Nachladen benötigte Gasdruck von einer Laufbohrung bei der Mündung in den Gaszylinder geleitet, der darinliegende Kolben mit der Kolbenstange wird nach hinten beschleunigt und überträgt die Bewegung auf den Verschlussträger. Die Zwangskurve im Verschlussträger dreht zuerst den Drehkopfverschluss und entriegelt ihn damit, dann wird auch dieser vom Verschlussträger nach hinten gezogen. Die Hülse wird vom Drehkopfverschluss ausgezogen und durch den Hülsenauswerfer ausgeworfen.
Nun ist der Gasdruck im Gaszylinder abgefallen und die Feder um die Kolbenstange bewegt diese, den Verschlussträger und den Drehkopfverschluss wieder nach vorne. Dabei nimmt der Drehkopfverschluss wenn vorhanden eine neue Patrone aus dem Magazin und schiebt sie ins Patronenlager. Der Verschluss liegt jetzt satt am Patronenlager und wird über die Zwangskurve im Verschlussträger verriegelt, während dieser seinen Weg bis zum Anschlag beendet.
Durch die Kolbenstange werden keine heissen Verbrennungsgase zurück ins Waffeninnere geleitet. Verschmutzungen im Verschlusssystem durch Rückstände der abgebrannten Treibladung und damit verbundene Ladehemmungen können somit verhindert werden.
Der Unterschied zum Kalaschnikowsystem besteht darin, dass die Verschlussfeder nicht hinter dem Verschluss angebracht ist, sondern die Kolbenstange hinter dem Gaskolben umschliesst.
Bei einer Versuchsreihe der Schweizer Armee wurde das Stgw 90 unter Gefechtsbedingungen getestet. Nach dem Verschuss von jeweils fünf 20er-Magazinen wurden Pausen eingelegt um den Lauf abkühlen zu lassen; es wurden so mit einem einzelnen Gewehr rund 15'000 Schuss abgefeuert, ohne das Gewehr dazwischen zu reinigen. Es zeigten sich dabei keinerlei Ladehemmungen, Materialermüdungen oder Einbussen in der Präzision.
An der Gehäuseaussparung für den zurücklaufenden Ladehebel sind zwei Gummilippen angenietet, die das Eindringen von Staub und Schmutz in die Waffe verhindern sollen.

### Aufbau

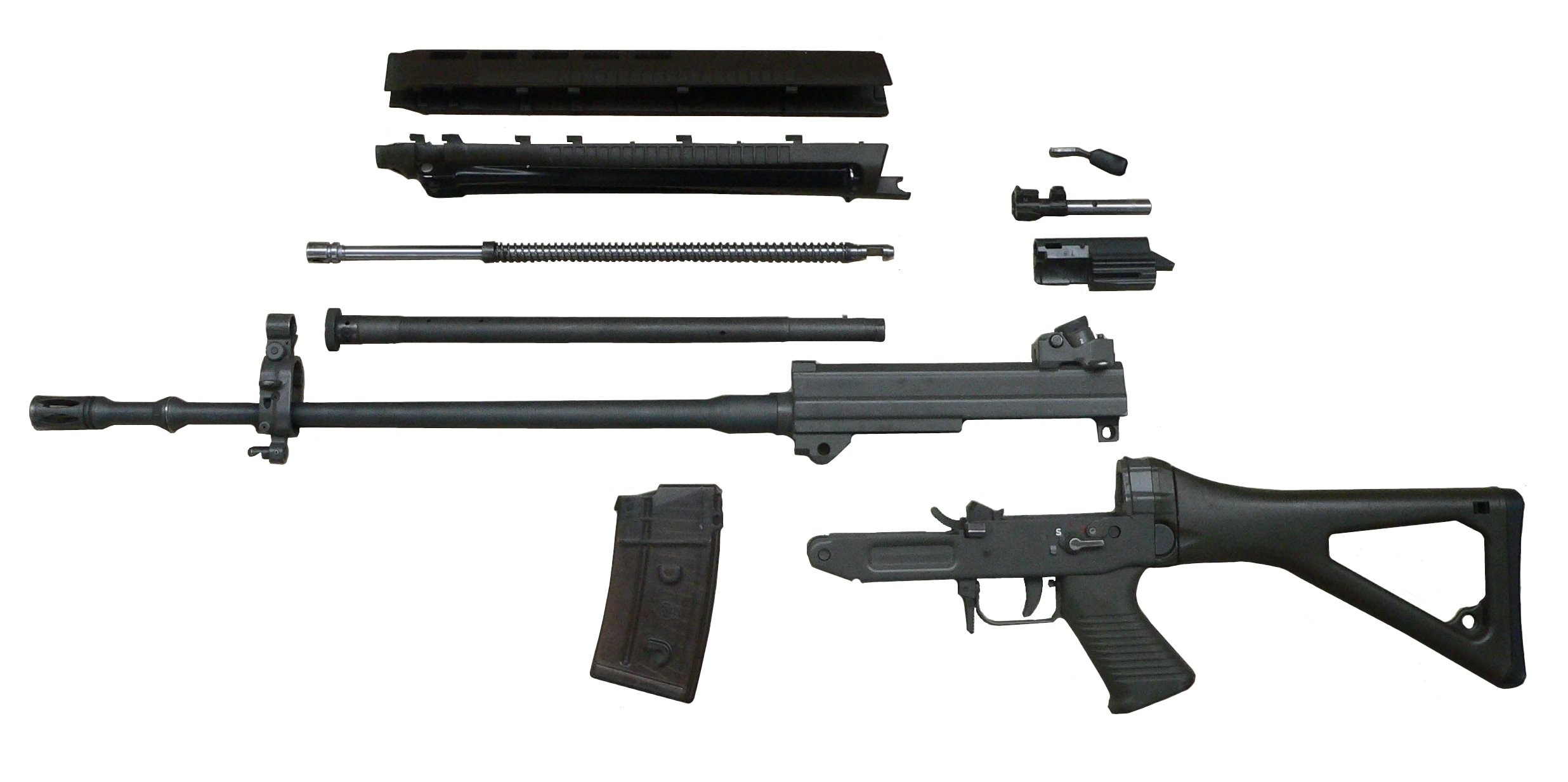
(von oben nach unten, von links nach rechts) oberer Handschutz, unterer Handschutz, Ladehebel, Drehkopfverschluss, Gasstange mit Feder, Verschlussträger, Gasrohr, Laufbaugruppe, 20-Schuss-Magazin, Abzugsgehäuse mit Schulterstütze

Die SG-550-Reihe kann in weniger als einer Minute in ihre Hauptbestandteile zerlegt werden. Dazu müssen zuerst die beiden Kugelsperrbolzen, welche Abzugsgehäuse und Laufbaugruppe miteinander verbinden, herausgezogen werden. Nach dem Entfernen des Abzugsgehäuses kann der untere und der obere Handschutz aus dem Kornhalter gezogen werden. Um Gasrohr und Gasstange zu demontieren, muss zuerst der Ladehebel aus dem Verschluss gezogen werden, denn dieser verbindet Verschluss und Gasstange. Danach wird ein gefederter Bolzen an der Gasdüse heruntergedrückt und das Gasrohr um 90° gedreht. Das Gasrohr kann nun mitsamt Gasdüse und Gasstange entfernt werden.

#### Laufbaugruppe
Lauf und Visierung sind fest miteinander verbunden, damit die Visierung immer auf den Lauf abgestimmt ist und ein gutes Schussbild erhalten bleibt (wird werkseitig geprüft).

#### Visierung

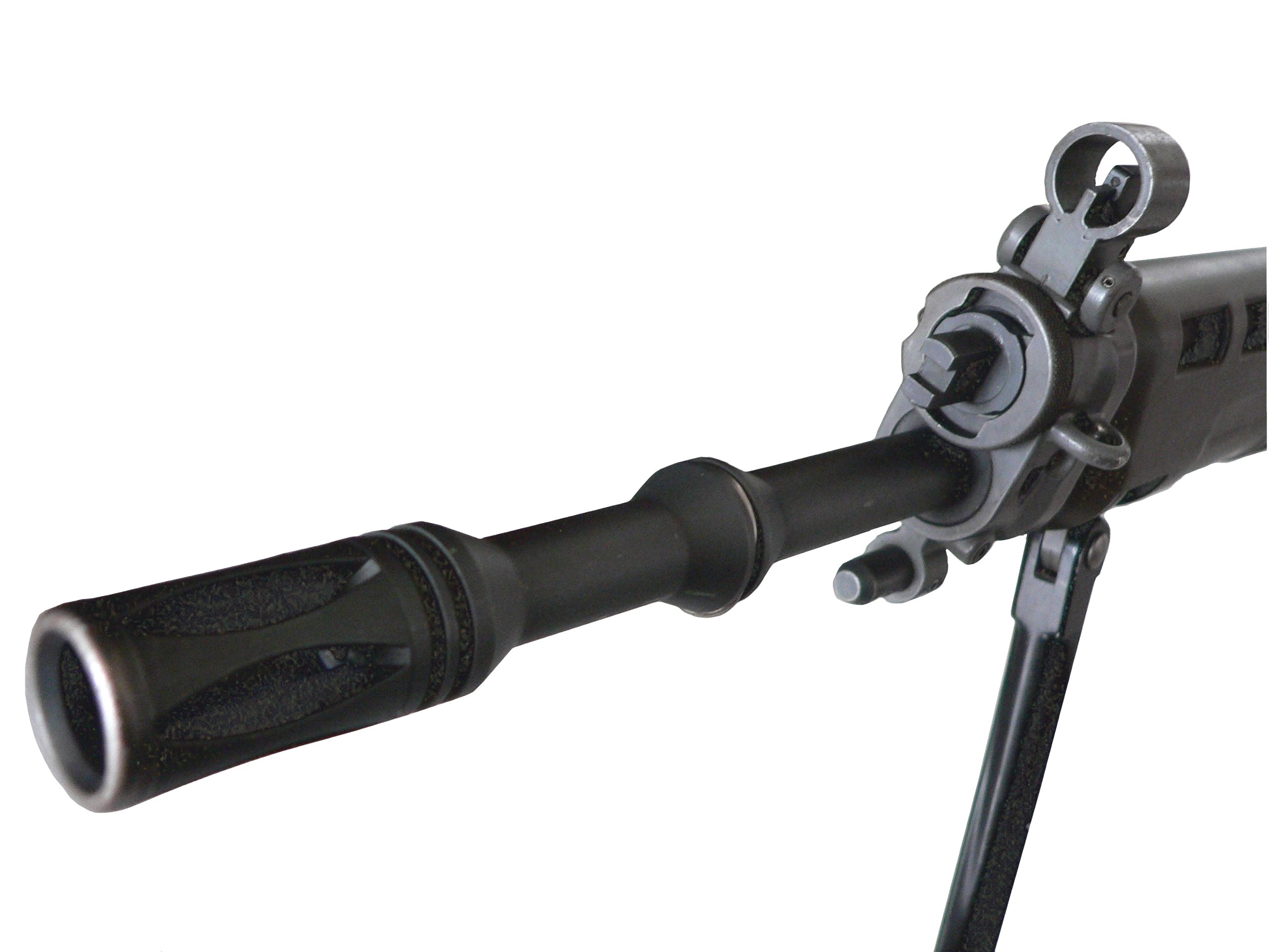
Die Mündung eines SG 550. Gut zu sehen sind der Mündungsfeuerdämpfer, die verstellbare Gasdüse und das Korn mit aufgeklapptem Nachtkorn

An der Visiertrommel sind die Stellungen 1, 2, 3 und 4 einstellbar:
- Stellung 1 – offenes Visier als Fluchtvisier für den Nahkampf sowie mit zwei seitlich angebrachten Tritiumgaslichtquellen und dem aufgeklappten Nachtkorn als Nachtvisierung.
- Stellung 2 – Kampfvisier.[6] Visiereinstellung für 200 m.
- Stellung 3 – Für den 300-Meter-Schiessstand, wobei die Zielmitte anvisiert wird (Haltepunkt „Fleck“).
- Stellung 4 – „Rot 3 / Weiss 4“ für den 300-Meter-Schiessstand mit Haltepunkt am unteren Rand der Scheibe (Haltepunkt „schwarz sechs“). In diesem Kimmenloch ist ein Gewindestift in eine Bohrung eingeschraubt. Wird dieser entfernt, ist diese Stellung als alternatives Nahkampfvisier bis zu 100 m zu gebrauchen. Zusätzlich kann bei ausgeschraubtem Gewindestift für das Schiesswesen ausser Dienst eine Irisblende montiert werden. Bei Haltepunkt „Fleck“ ist diese Visierstellung für 400 Meter ausgelegt.

Am Blockkorn kann ein Nachtkorn aufgeklappt werden, welches wie die Visierstellung 1 mit einer Tritiumgaslichtquelle versehen ist.

#### Gasdüse
Bei der SG-550-Linie kann die für die Sicherstellung der Funktion notwendige Gasmenge durch Umstellen der Gasdüse von einer kleineren auf eine grössere Durchlassbohrung gesteuert werden. Die Gasdüse befindet sich am vorderen Ende des Gaszylinders unter dem Kornvisier und ist von Hand umstellbar. Grundsätzlich wird in der Stellung „senkrecht“ geschossen, um das Gewehr nicht unnötig zu belasten und den Rückstoss nicht zu verstärken. Bei starker Verschmutzung oder Vereisung wird die Gasdüse auf die zweite Position verstellt, um Zufuhr- beziehungsweise Auswurfstörungen zu verhindern. Bei einem sauberen Gewehr unter normalen Bedingungen erhöht die Umstellung der Gasdüse die Feuerrate auf bis zu 1000 Schuss/min, kann aber auch Zufuhr- oder Auswurfstörungen hervorrufen.

#### Abzugsgehäuse und Schulterstütze

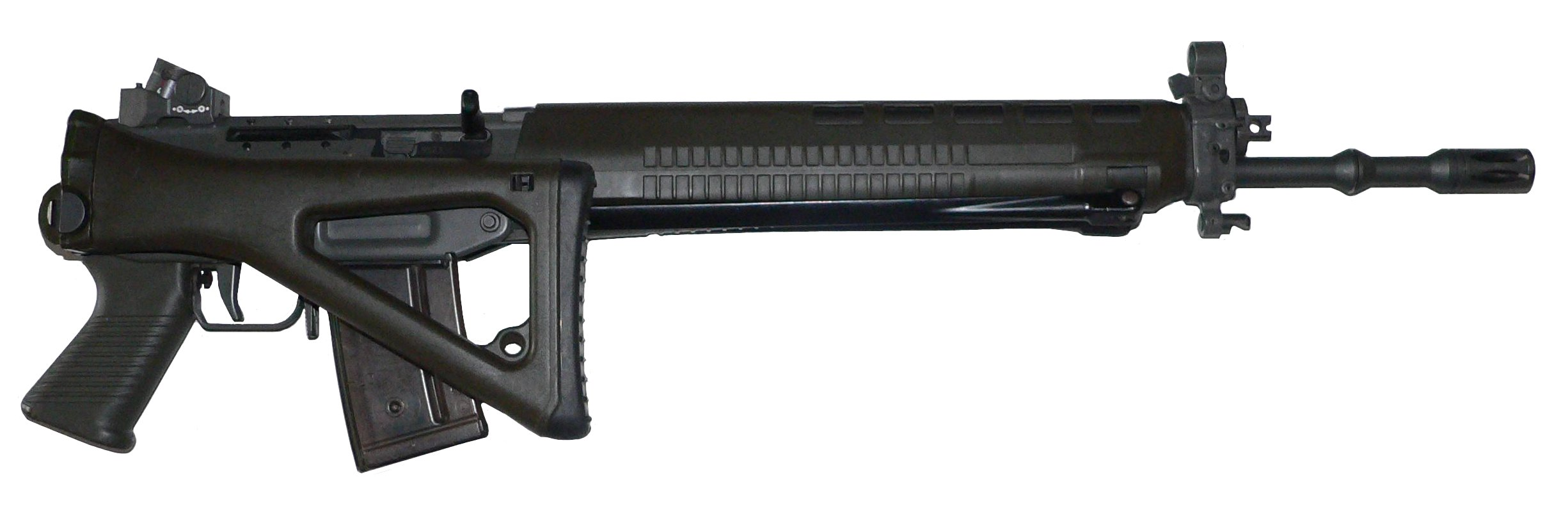
SG 550 mit eingeklappter Schulterstütze

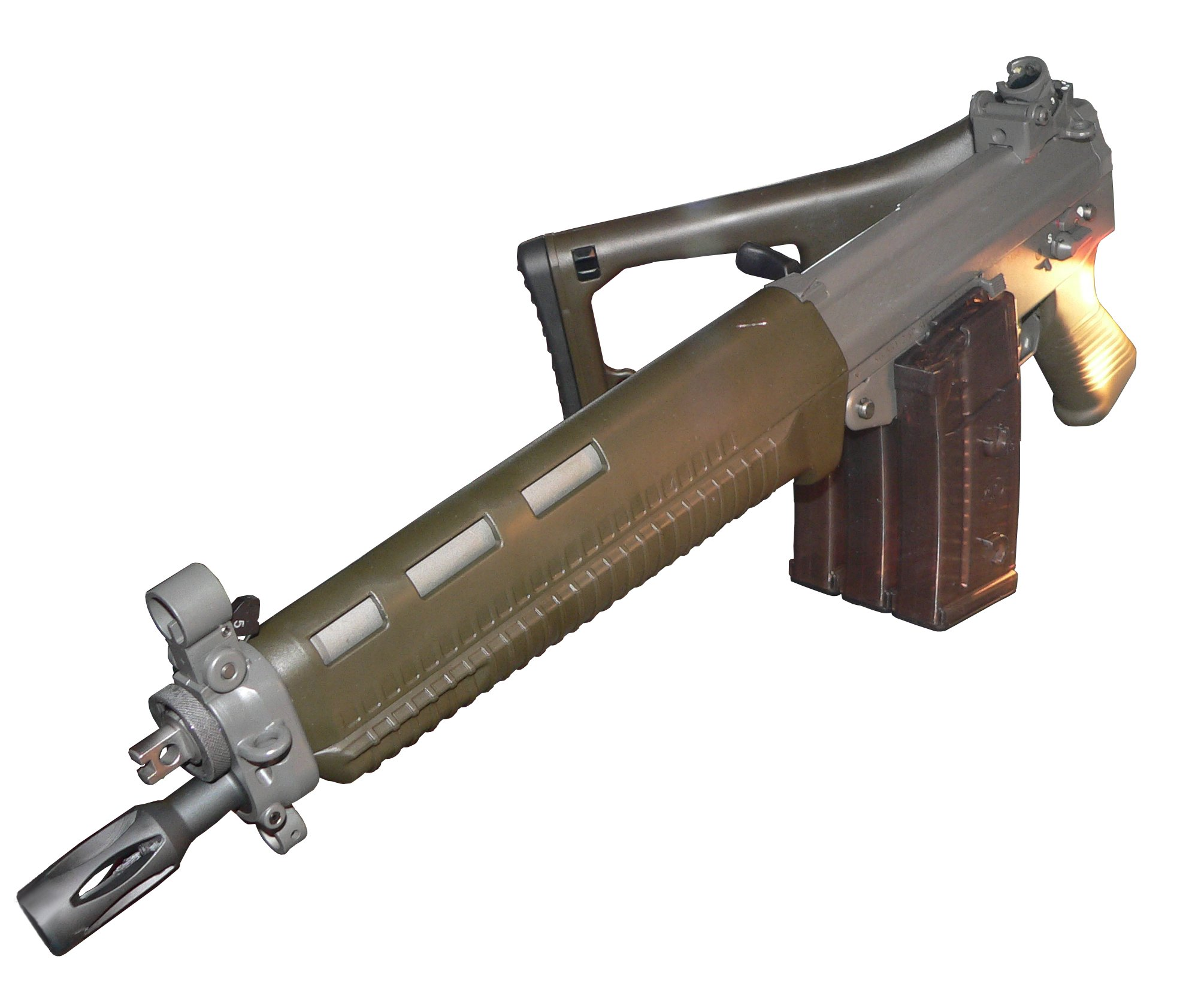
SG 551 Short Barrel mit gekoppelten 20-Schuss-Magazinen

Im Abzugsgehäuse ist die Mechanik des Abzuges und der Schlaghahn untergebracht und wird mittels zwei Kugelsperrbolzen an der Laufbaugruppe befestigt. Ausserdem wird damit das Magazin aufgenommen und die Schulterstütze daran befestigt. Die Schulterstütze kann nach rechts (von der Schulterstütze Richtung Mündung blickend) geklappt und mittels Klemmstück arretiert werden, wodurch die Waffe um 226 mm kürzer wird. So kann die Waffe bequem für das nicht gefechtsmässige Verschieben an Brust oder Rücken getragen werden. Da sich dadurch keine Einschränkungen in der Funktion ergeben (jedoch können keine gekoppelten Magazine mehr verwendet werden), wird dies oft im Einsatz in beengten Verhältnissen angewendet.

#### Magazine
Die Magazine sind aus schlagfestem, transparentem Kunststoff gefertigt. Damit sind sie 30 % leichter als Magazine aus Metall, und der Ladezustand ist sichtbar, bei eingesteckten Magazinen ab neun Patronen. 20-Schuss-Magazine werden einseitig mit Nocken und auf der Gegenseite mit Aufnahmen für die Nocken hergestellt. Damit können Magazine für den schnellen Wechsel im sogenannten „jungle style“ theoretisch unbegrenzt gekoppelt werden (wobei mehr als drei Stück aneinander nicht praktikabel sind). Ebenfalls sind 5- und 10-Schuss-Magazine ohne Nocken sowie 30-Schuss-Magazine mit und ohne Nocken und 100-Schuss-Beta-C-Magazine erhältlich.

### Munition

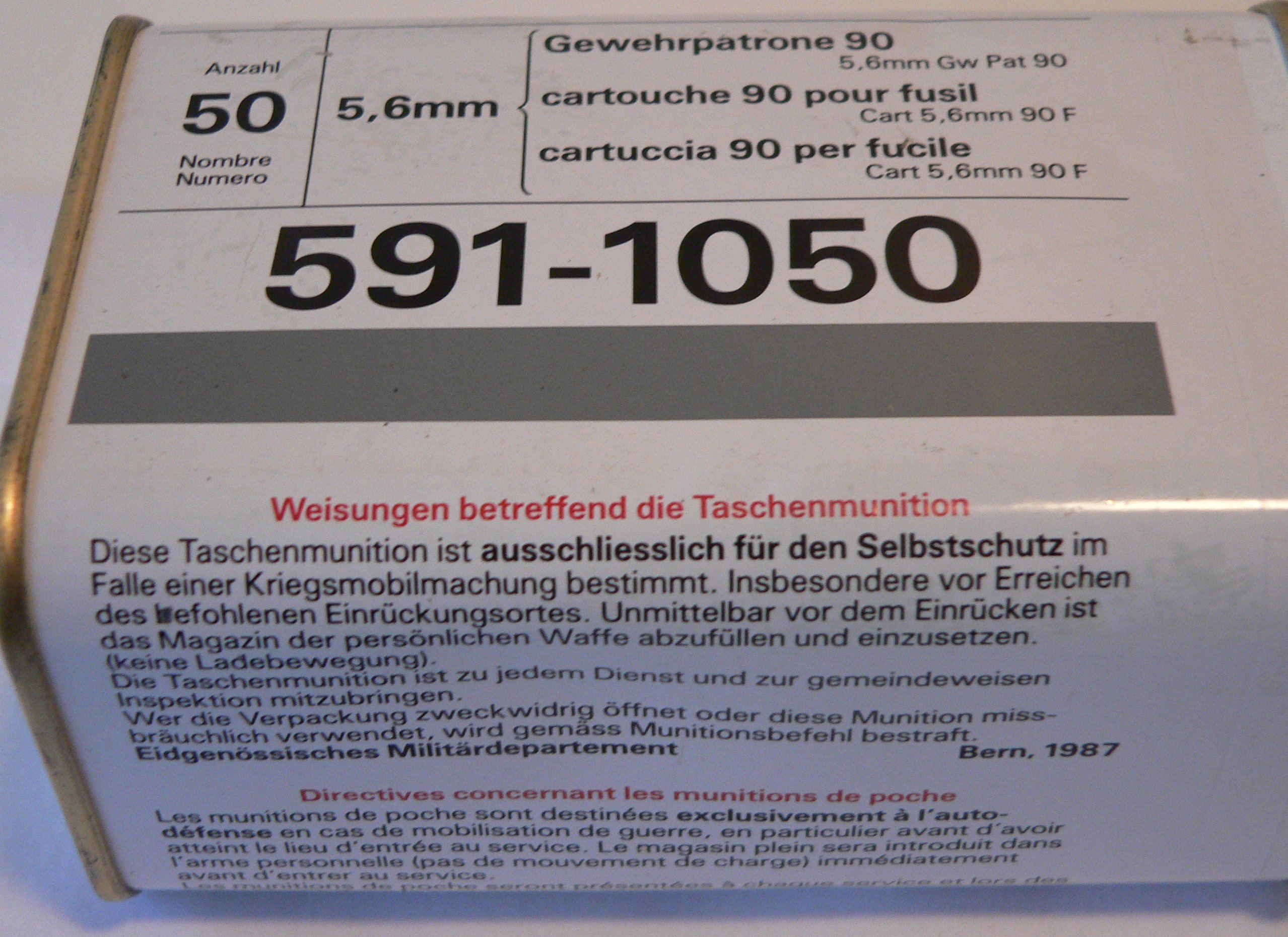
Taschenmunition 5,6mm Gw Pat 90

Die Schweizer Armee verwendet die Gewehrpatrone 90, kurz GP90 im Kaliber 5,56 × 45 mm NATO, von der Armee auf 5,6 mm aufgerundet. Sie unterscheidet sich nur minimal von der NATO-Munition M193, die 11,5 Gramm wiegt im Gegensatz zur GP90 mit 12,25 g.
In Kombination mit der GP90 wird in der Schweizer Armee als auch in den Schweizer Schützenvereinen das SG 550-1 mit einer Dralllänge von 254 mm (10 Zoll) verwendet. Für den Export werden auch Versionen mit einer Dralllänge von 178 mm (7 Zoll) hergestellt, da diese für die meist leichteren Geschosse Kaliber 5,56 mm gängiger ist.

## Modellvarianten

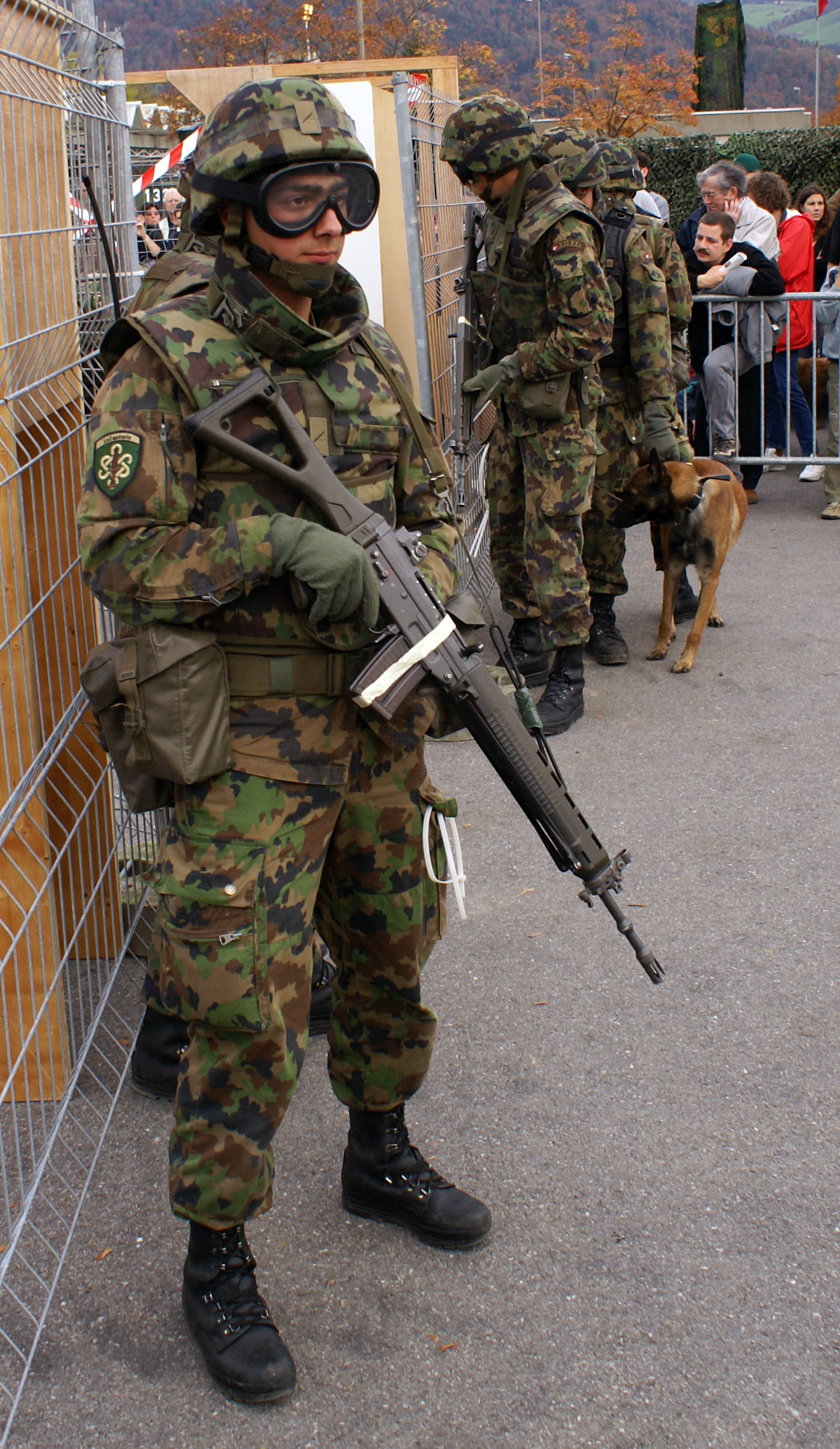
Schweizer Soldat mit SG 550

### SG 550
Das SG 550 ist das Standardmodell in regulärer Grösse. In der Schweizer Armee wurde das SG 550-1 unter der Bezeichnung Sturmgewehr 90 (kurz Stgw 90) eingeführt und wird als persönliche Waffe abgegeben. Der untere Handschutz ist mit einem Zweibein ausgerüstet.

### SG 550-1 Sniper
Nicht mehr hergestellt wird die Scharfschützenversion. Es war eines der wenigen Scharfschützengewehre im Kaliber 5,56 × 45 mm.

### SG 551
Das SG 551 ist die verkürzte Ausführung, welche als Long Barrel (LB) und Short Barrel (SB) hergestellt wird. Sie eignet sich besonders für Einsätze im maritimen Umfeld. Bei beiden Versionen kann der Granatwerfer GL 5140 montiert werden, das Bajonett jedoch nur bei der LB-Version. Das SG 551 ist unter anderem bei der GSG 9 im Einsatz.

### SG 553
Mit annähernd den Abmessungen einer Maschinenpistole ist das SG 553 die kompakteste Ausführung. Der Vorgänger SG 552 zeichnete sich als einziges Modell der Reihe durch die verkürzte Gasstange mit der Schliessfeder hinter dem Verschluss aus. Diese muss beim Öffnen gehalten werden. Das SG 552 wird seit 2008 nicht mehr produziert. Es wurde durch das äusserlich baugleiche SG 553 ersetzt. Geändert wurden die Gasstange und die Schliessfeder, die nun wie bei den grossen Modellen eine Einheit bilden. Ebenfalls wurde nun ein einheitlicher Ladehebel eingesetzt. Somit hat das SG 553 keine Feder mehr hinter dem Verschluss, sondern auf der Gasstange wie bei allen Modellen. Auch hiervon gibt es eine Version Long Barrel (LB) und Short Barrel (SB), wobei nur auf der LB-Version Granatwerfer GL 5340 und Bajonett montiert werden können.
Das SG 553 LB ohne Diopter-Visier, sondern mit einer Picatinny-Schiene, wurde als Sturmgewehr 04 (Stgw 04) in der Schweizer Armee eingeführt. Seit dem Jahr 2013 heisst es Sturmgewehr 07 (Stgw 07). Es wird KSK-Einheiten wie dem Fallschirmaufklärer, Grenadier, MP Spez Det und dem AAD 10 als Korpswaffe ausgegeben. Es handelt sich somit nicht um eine persönliche Waffe, die nach dem Dienst nach Hause mitgenommen wird, sondern sie wird wieder eingezogen. Das Stgw 04 wird in einen dienstlichen Waffenkoffer mit fünf 30-Schuss-Magazinen, zusätzlichem Handschutz mit Picatinny-Schienen, einem Vordergriff, einer Weisslichtlampe, einer Trijicon ACOG-Zieloptik, einem Aimpoint-Reflexvisier, einem Infrarot-Zielbeleuchter für den Einsatz mit Nachtsichtgeräten und einem NGST-Tragriemen verpackt.

### Modellübersicht
Alle Versionen sind wahlweise mit Diopter-Visier oder Picatinny-Schiene sowie als halbautomatische Zivilversionen (PE) nach dem schweizerischen Waffengesetz erhältlich. Soldaten der Schweizer Armee erhalten die Möglichkeit, ihr persönliches Stgw 90 nach ihrer Dienstzeit mit einem gültigen Waffenerwerbsschein gegen ein Entgelt in privates Eigentum zu übernehmen. Diese Waffen werden dann so modifiziert, dass sie nicht mehr in der 3-Schuss-Automatik und Seriefeuer betrieben werden können, sondern nur noch halbautomatisch schiessen.
| Bezeichnung                     | Länge            | Lauflänge | Visierlänge | Waffengewicht | Mündungsenergie | Granatwerfer     | Bajonett         |
| ------------------------------- | ---------------- | --------- | ----------- | ------------- | --------------- | ---------------- | ---------------- |
| SG 550 (Stgw 90)                | 998 mm / 772 mm  | 528 mm    | 540 mm      | 4,1 kg        | 1700 Joule      | GL 5040          | montierbar       |
| SG 550-1 Sniper                 | 1128 mm / 912 mm | 658 mm    | 670 mm      | 7 kg          | k. A.           | nicht montierbar | nicht montierbar |
| SG 551 Long Barrel              | 924 mm / 698 mm  | 454 mm    | 466 mm      | 3,6 kg        | 1600 Joule      | GL 5140          | montierbar       |
| SG 551 Short Barrel             | 833 mm / 607 mm  | 363 mm    | 466 mm      | 3,4 kg        | 1460 Joule      | GL 5140          | nicht montierbar |
| SG 553 Long Barrel (Stgw 04/07) | 822 mm / 592 mm  | 347 mm    | 360 mm      | 3,4 kg        | 1345 Joule      | GL 5340          | montierbar       |
| SG 553 Short Barrel             | 733 mm / 503 mm  | 258 mm    | 340 mm      | 3,2 kg        | 1240 Joule      | nicht montierbar | nicht montierbar |
| SG 553 R LB (Russian) 7.62x39   | 810 mm           | 303 mm    | 339 mm      | 3,0 kg        | 1900 Joule      | montierbar       | montierbar       |

## Zubehör

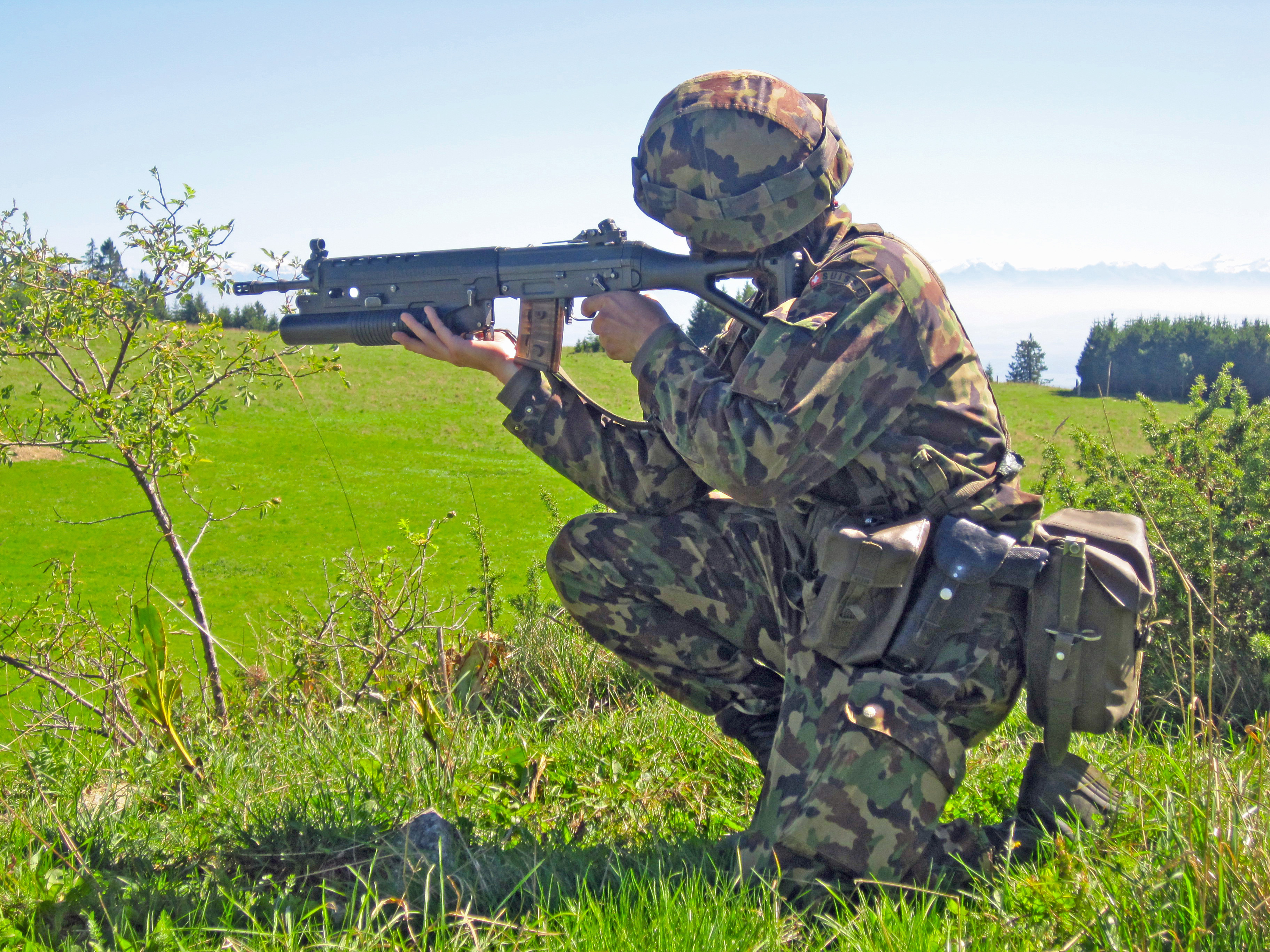
Schweizer Soldat mit Stgw 90 und montiertem Granatwerfer GL 5040

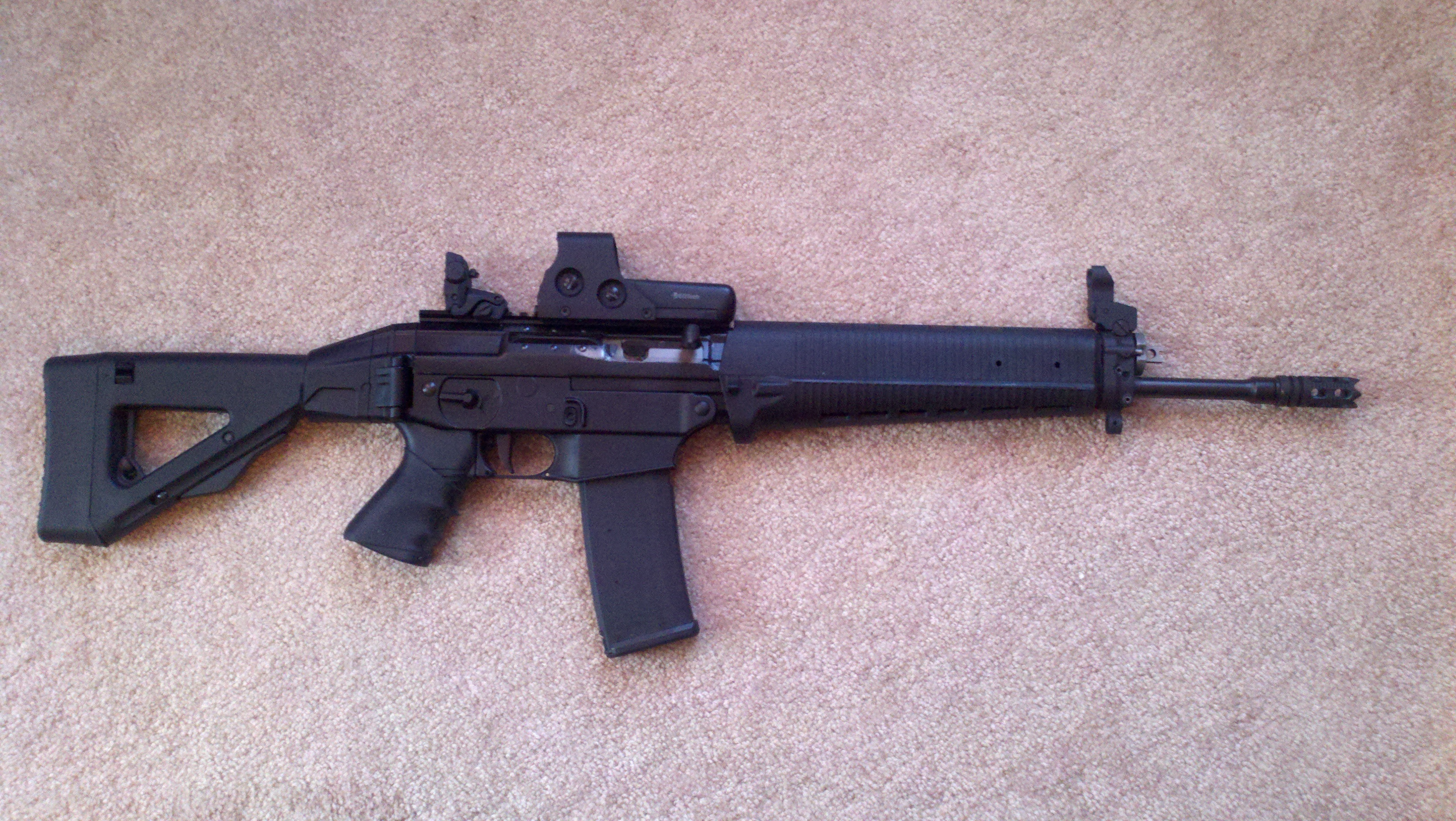
SIG 556 Classic mit STANAG-Magazin

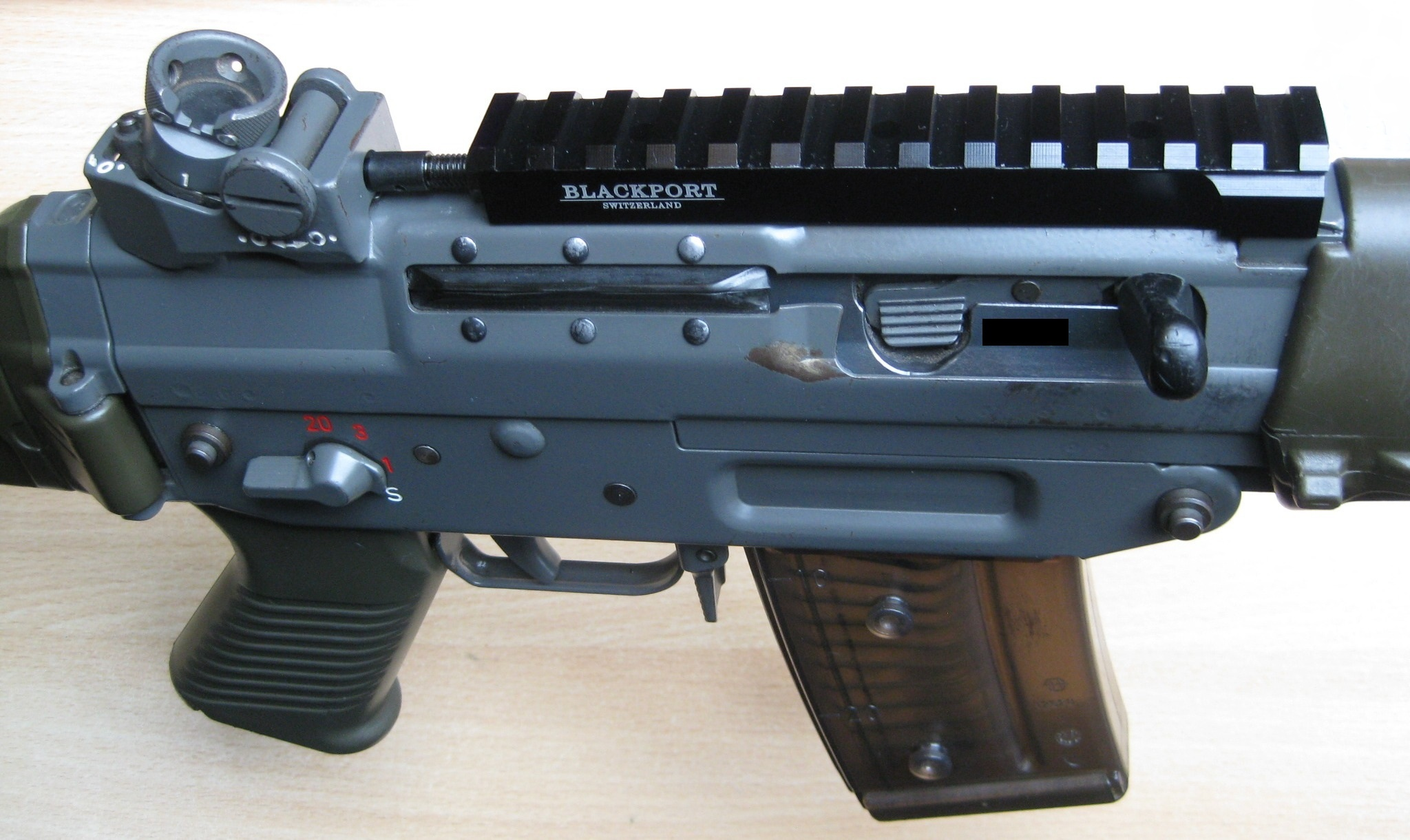
SG 550 mit montierter Picatinny-Schiene

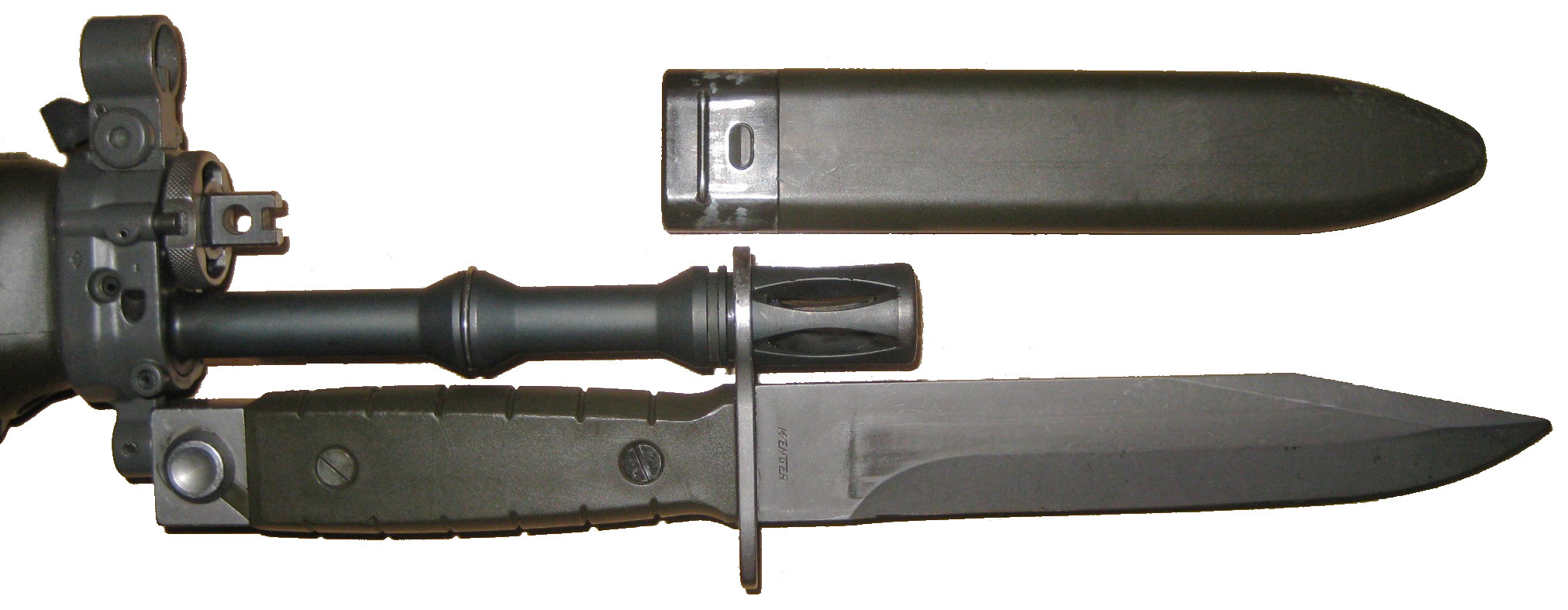
Bajonett der SG-550-Reihe, montiert mit Scheide

Der aus Aluminium gefräste Picatinny-4-Schienen-Handschutz ermöglicht die gleichzeitige Montage von optischen Zielhilfen/Nachtsichtgeräten und taktischen Lichtern wie Laser und Weisslicht. Die untere Schiene gestattet vorne die Montage eines vertikalen Handgriffs und/oder eines Zweibeins. Der Picatinny-Handschutz kann in Sekunden ohne Werkzeuge angebracht oder entfernt werden und ist für alle Versionen erhältlich.
Statt des unteren Handschutzes kann bei den Varianten SG 550 (Stgw 90) der Granatwerfer GL 5040, beim SG 551 LB der GL 5140 und beim SG 553 LB (Stgw 04) der GL 5340 montiert werden. An SG-Ausführungen ohne Bajonetthalterung (z. B. US-Versionen) kann es nicht montiert werden. Der Granatwerfer eignet sich auch für Polizeieinsätze als Primärinterventions-Waffe. Er wiegt ohne Granate 2,5 kg, seine Einsatzdistanz liegt zwischen 25 und 200 Metern. Es sind verschiedene Geschosstypen erhältlich (Blendgranate, CN-Reizstoffe, Spreng/Splittergranaten etc.).
Gewehre der SG-550-Reihe, welche mit der Diopter-Visierung ausgestattet sind, können verschiedene Zielfernrohrträger und Picatinny- und Weaver-Schienenträger aufnehmen. Diese sind mit einem Stift ausgestattet, der in eine Bohrung in der Diopteraufnahme eingeführt wird. Beim Schnellverschlusssystem ist der Stift gefedert und drückt somit den Träger auf den Gegenhalter, bei der Schraubenklemmung ist der Stift über ein Gewinde mit dem Träger verbunden und wird bei der Montage herausgedreht und damit in die Aufnahmebohrung getrieben, bis der Träger satt gegen den Gegenhalter gedrückt wird. Im Schiessstand wird durch diese Trägeraufnahme auch ein Hülsenabweiser montiert, welcher das Fliegen der Patronenhülsen zum nebenan liegenden Schützen und somit dessen Irritation verhindern soll.
Das Abzugsgehäuse aus Stahl kann durch eines aus Aluminium ersetzt werden, dies bringt eine Gewichtseinsparung von etwa 100 g. Ebenfalls aus Aluminium besteht das Abzugsgehäuse, das für den US-Markt entwickelt wurde und STANAG-Magazine wie vom M16 aufnehmen kann.
Die einklappbare Schulterstütze kann mit einer Wangenauflage versehen werden, die ein längeres Zielen bequemer macht. Eine in zwei Stufen um je 20 mm einschiebbare und klappbare Schulterstütze kann ebenfalls verwendet werden, jedoch verunmöglicht dies die Verwendung einer Wangenauflage.
An den Modellen SG 550 (Stgw 90), SG 551 LB und SG 553 LB (Stgw 04) kann das Bajonett 90 montiert werden. Dieses hat eine Gesamtlänge von 310 mm und eine Klingenlänge von 180 mm. Die Klinge ist einschneidig und besitzt keine Hohlkehle. Die Bajonette werden exklusiv für die Schweizer Armee von Victorinox und in der Vergangenheit von Wenger gefertigt, bis Victorinox Wenger im Jahr 2005 übernahm. Mit einem passenden Adapter kann ebenfalls das M-9 des M16 und des M4 eingesetzt werden.
Jeder Soldat der Schweizer Armee, welcher mit dem Stgw 90 ausgerüstet wird, erhält ausserdem das dazugehörige Bajonett, Putzzeug und einen Tragriemen.

## Verwendung
- Schweiz – Das SG 550 ist als Sturmgewehr 90 (Stgw 90) das Standardgewehr der Schweizer Armee und wird als persönliche Waffe abgegeben,[12] das SG 553 LB wird als Sturmgewehr 04 (Stgw 04) beim Kommando Spezialkräfte (KSK) verwendet[13]
- Deutschland – Die GSG 9 benutzt das SG 551[14]
- Frankreich – Die französische Armee benutzt das SG 551[15]
- Indien – Die National Security Guard benutzt das SG 551[16]
- Saudi-Arabien – Die saudische Marine hat 102 SG 552 im Jahr 2006 als Ausführ bewilligt bekommen. Die Waffen wurden von Saudischen Soldaten im Jemenkrieg eingesetzt[17]
- Vereinigte Staaten – Die Drug Enforcement Administration und das FBI benutzen das SG 551 und das SG 553[18]
- Vatikanstadt – Die Schweizergarde nutzt das Stgw 90[19]
- Ägypten – diverse Elemente der ägyptischen Sicherheitskräfte nutzen verschiedene Versionen des Stgw 90[20]

## Kontroversen
Die saudischen Sturmgewehre SG 552 wurden im Jemenkrieg eingesetzt. Einige Waffen wurden von den Huthi-Rebellen erbeutet und sind auch auf dem Schwarzmarkt im Jemen aufgetaucht.

## Bildergalerie

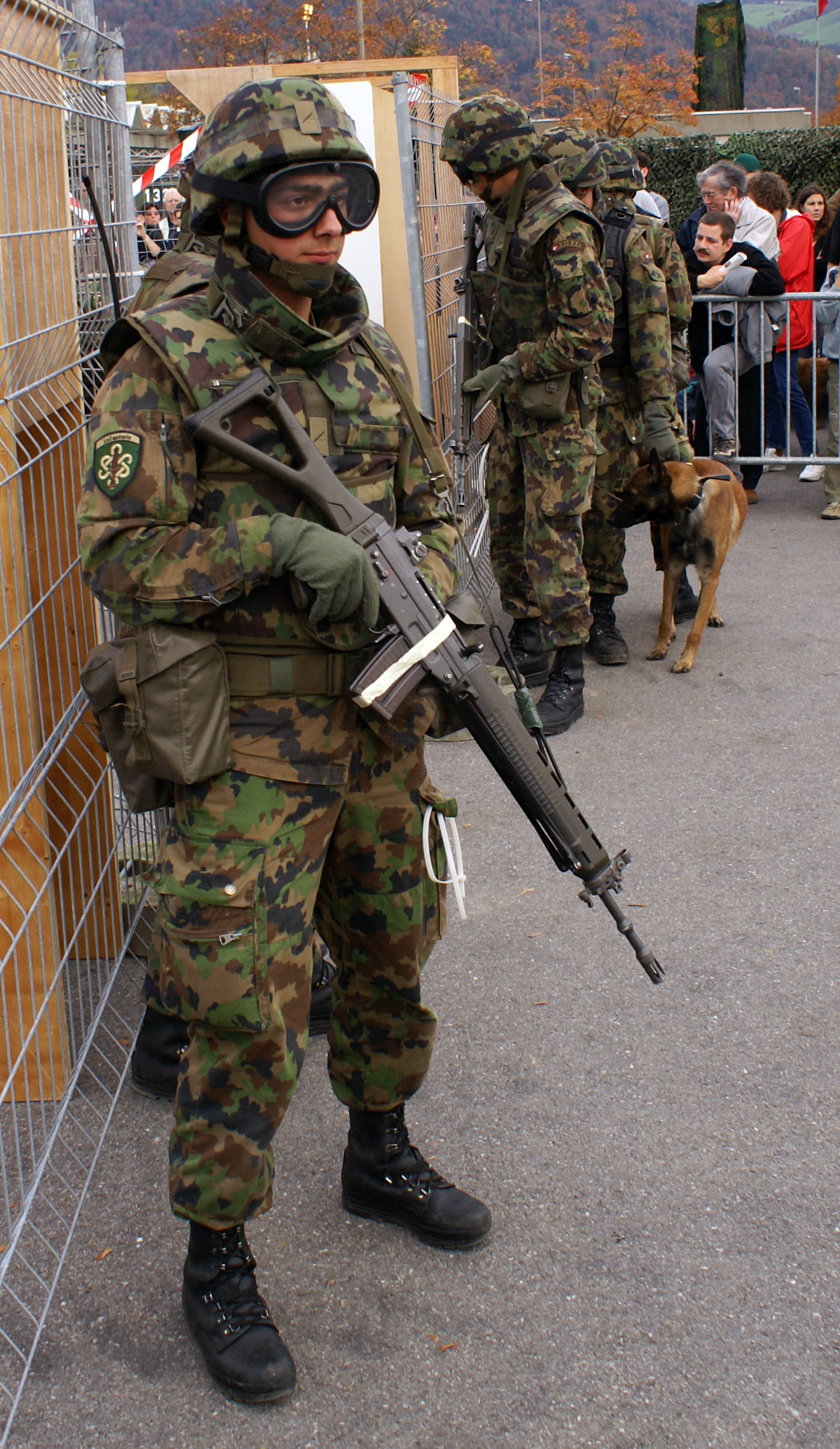
Mit dem SG 550 bewaffneter Soldat.[A 1]
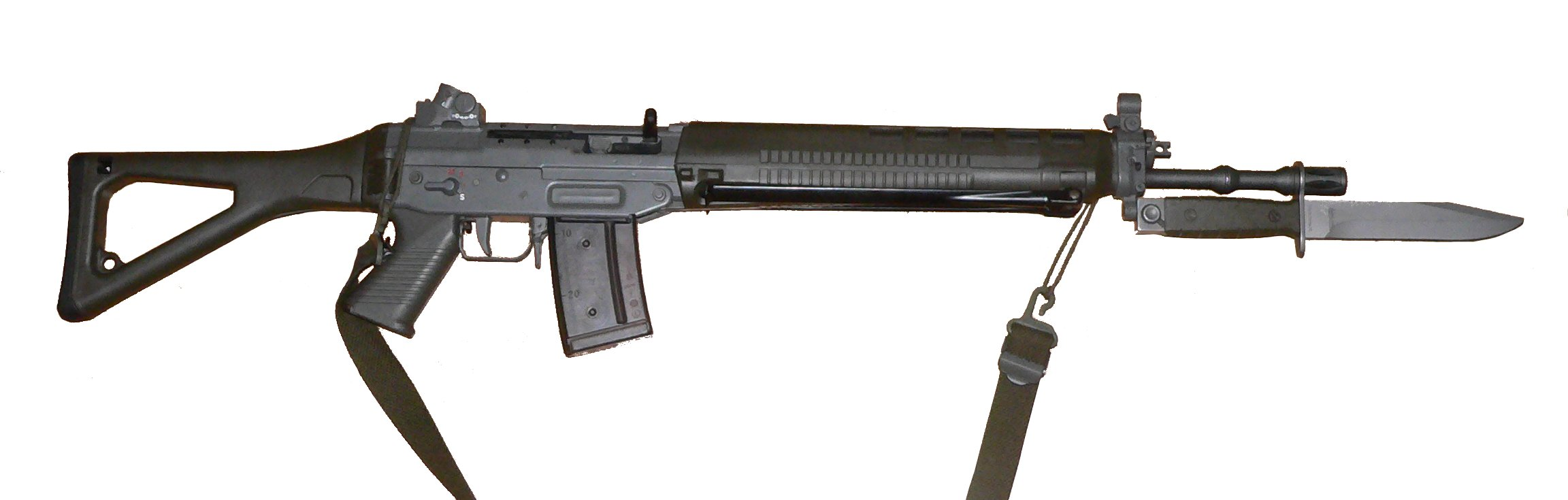
SG 550 mit Bajonett und Tragriemen
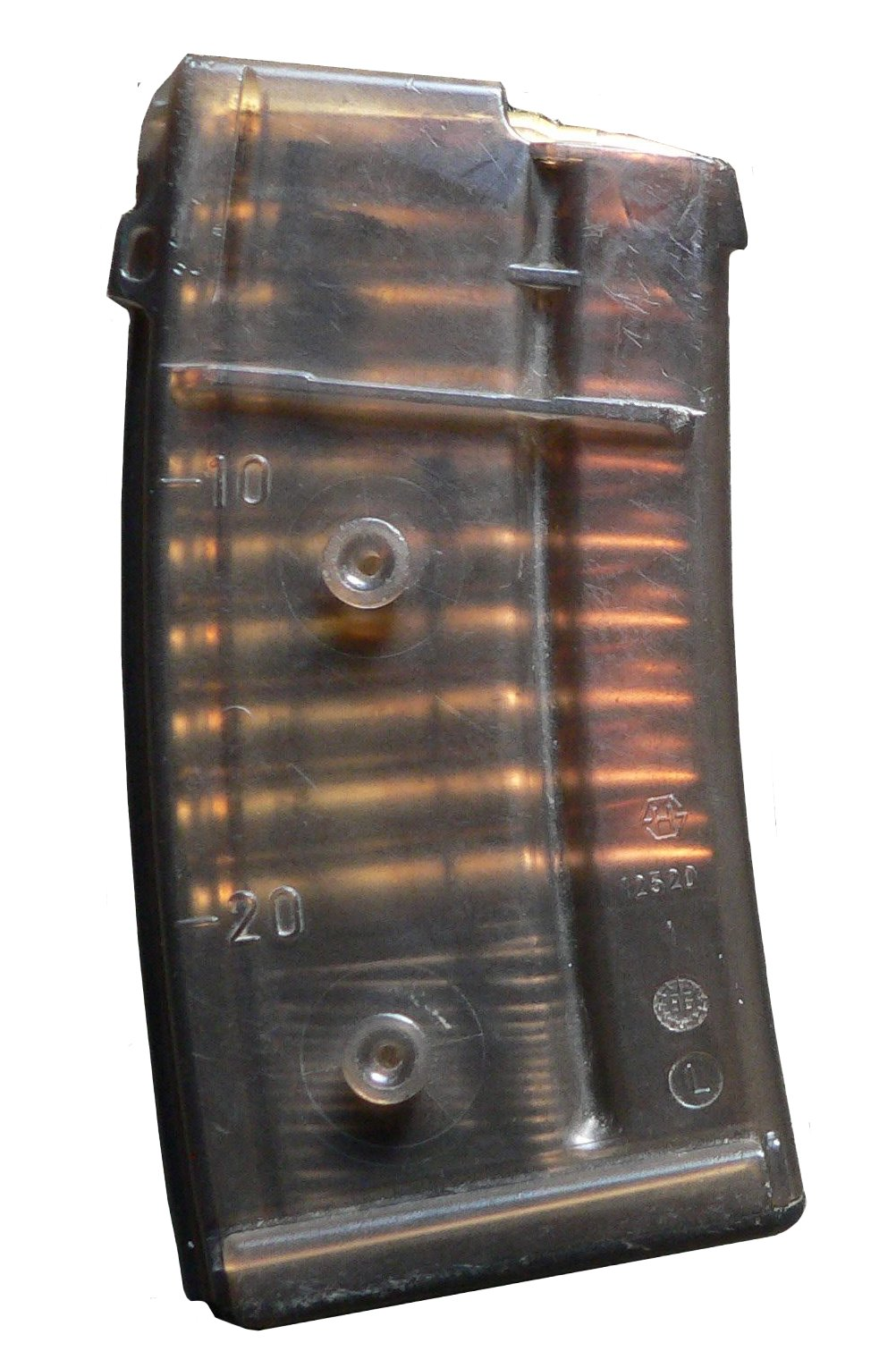
Gefülltes 20-Schuss-Magazin
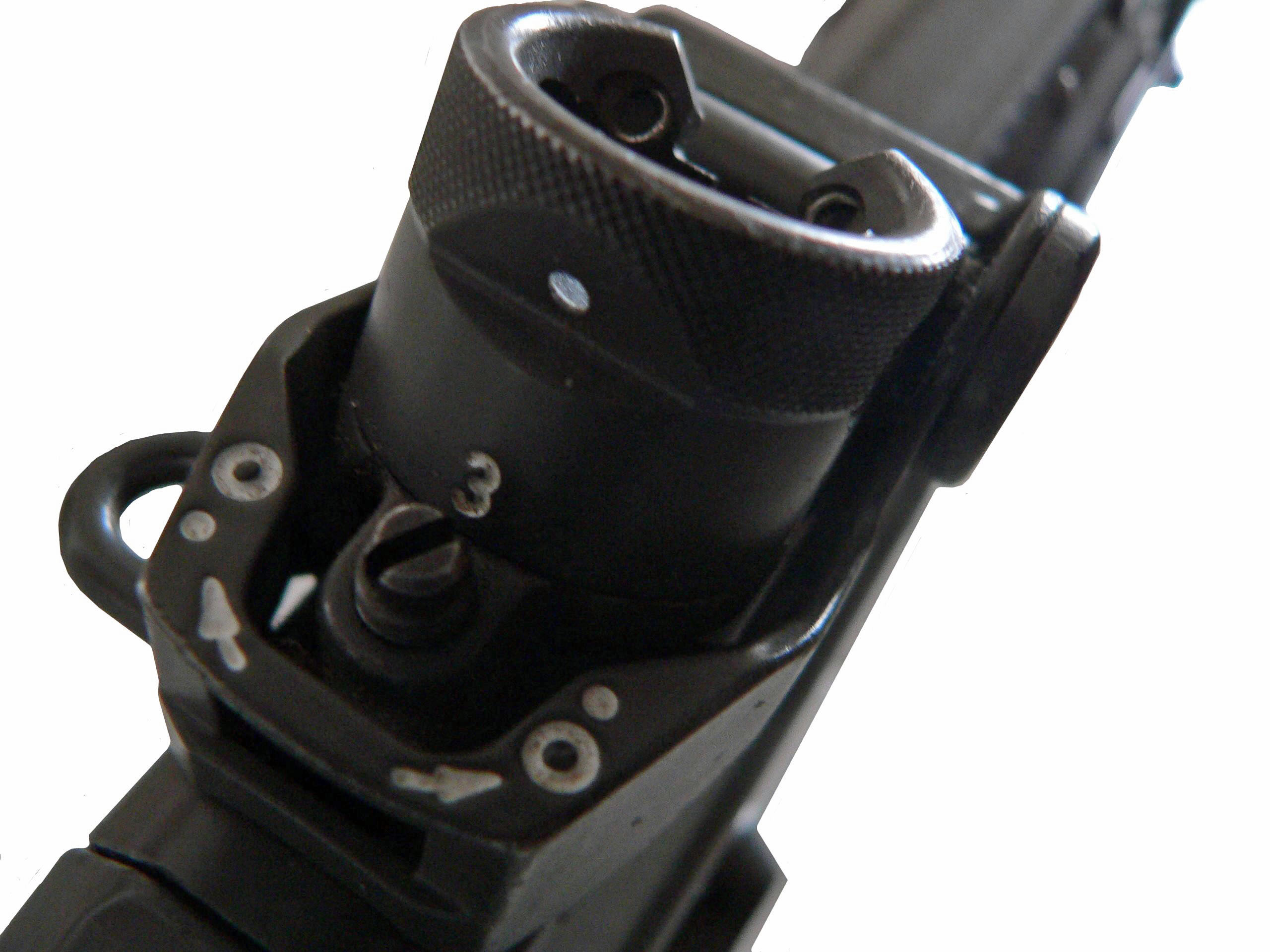
Drehbare Diopter-Visiertrommel
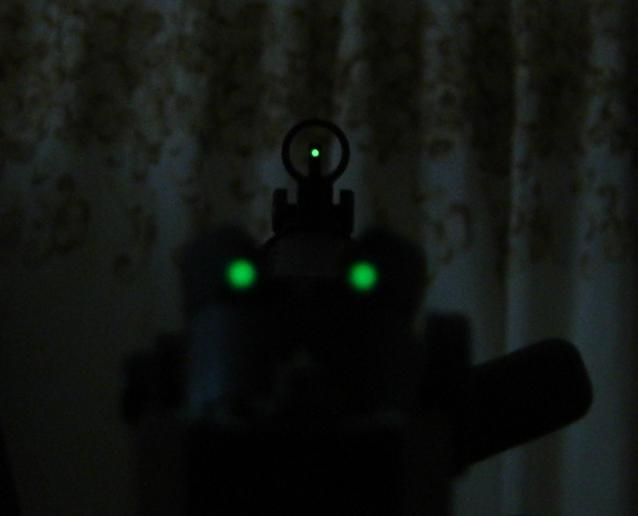
Visiertrommel in Stellung 1 und aufgeklapptes Nachtkorn mit Tritiumgaslichtquellen